# کم‌شهر (کنارک)
کمشهر یک روستا در ایران است که در استان سیستان و بلوچستان واقع شده‌است. کمشهر ۱۳۲ نفر جمعیت دارد.